# ولقان شن
ولقان شن (بالتركية: Volkan Şen)‏ (مواليد 7 يوليو 1987) هو لاعب كرة قدم. يلعب مع منتخب تركيا لكرة القدم. سبق له أن لعب في بطولة أمم أوروبا لكرة القدم 2016 مع منتخب بلاده.

## روابط خارجية
- ولقان شن على موقع الاتحاد الأوربي (الإنجليزية)
- ولقان شن على موقع اتحاد تركيا (لاعب) (الإنجليزية)
- ولقان شن على موقع قاعدة بيانات كرة القدم.إي يو (الإنجليزية)
- ولقان شن على موقع ناشيونال فوتبول تيمز (الإنجليزية)
- ولقان شن على موقع Soccerway.com (الإنجليزية)
- ولقان شن على موقع عالم كرة القدم.نت (الإنجليزية)
- ولقان شن على موقع AS.com (الإسبانية)